# Hörgertshausen
Hörgertshausen település Németországban, azon belül Bajorországban. Lakosainak száma 2001 fő (2023. december 31.). Hörgertshausen Rudelzhausen, Mauern, Nandlstadt és Gammelsdorf községekkel határos.

## Népesség
A település népessége az elmúlt években az alábbi módon változott:
| Lakosok száma | 464  | 772  | 1073 | 1493 | 1835 | 1881 | 1937 | 1977 | 1997 | 2001 |
|               | 1875 | 1950 | 1975 | 1987 | 2012 | 2014 | 2016 | 2017 | 2021 | 2023 |